# Capilla de Santa Ana (Llanes)
La capilla de Santa Ana es un templo situado en el centro histórico de la localidad de Llanes dentro del concejo asturiano del mismo nombre. La fundación de la capilla se remonta al siglo XV aunque la construcción actual denota diferentes reconstrucciones posteriores. La capilla está dedicada a Santa Ana, San Telmo y San Nicolás.

## Historia
Es la capilla del gremio de Mareantes, en la actualidad, la Cofradía de Pescadores de Llanes. Culmina su construcción en 1622 aunque fue restaurado en el siglo XVIII por un vecino de Pendueles y, de nuevo, en el año 2000 se restaura una vez más. Desde 2018 forma parte del Inventario del Patrimonio Cultural de Asturias.

## Arquitectura
La capilla posea una única nave de forma cuadrada con cabecero en el que se sitúa un retablo del siglo XVII. Tiene el acceso desde un lateral y desde el pórtico situado a sus pies.
En el interior la nave está cubierta con bóveda de cañón apoyada sobre una línea de imposta moldurada y cabecera. 
El altar de madera presenta una profusa decoración pictórica donde están representadas las imágenes de Santa Ana, San Telmo y San Nicolás, anterior advocación de la capilla. 
El retablo que corona el ábside es de madera del siglo XVIII. Se complementa la decoración con barcos de madera así como una lancha situada a los pies de la nave.

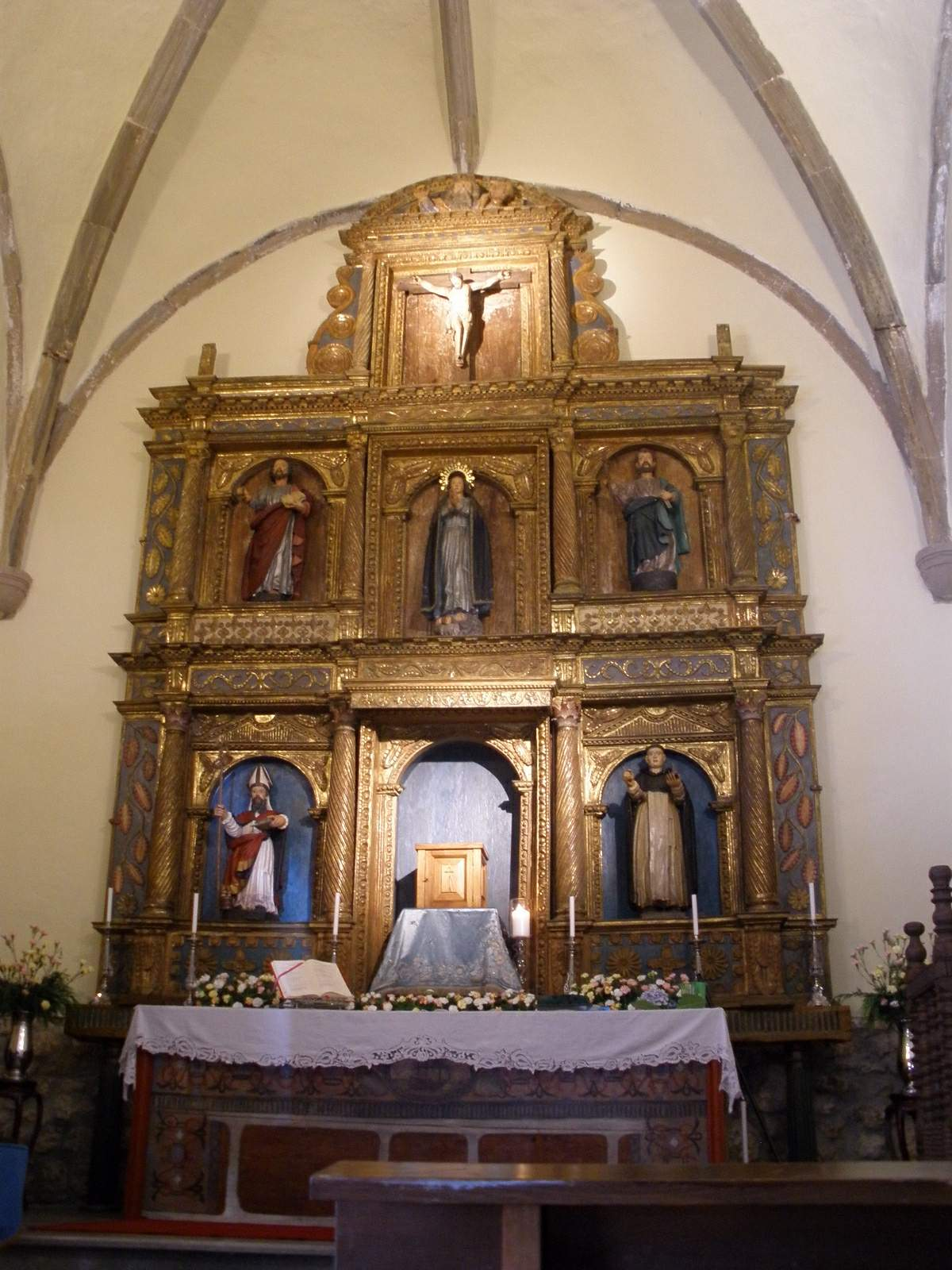
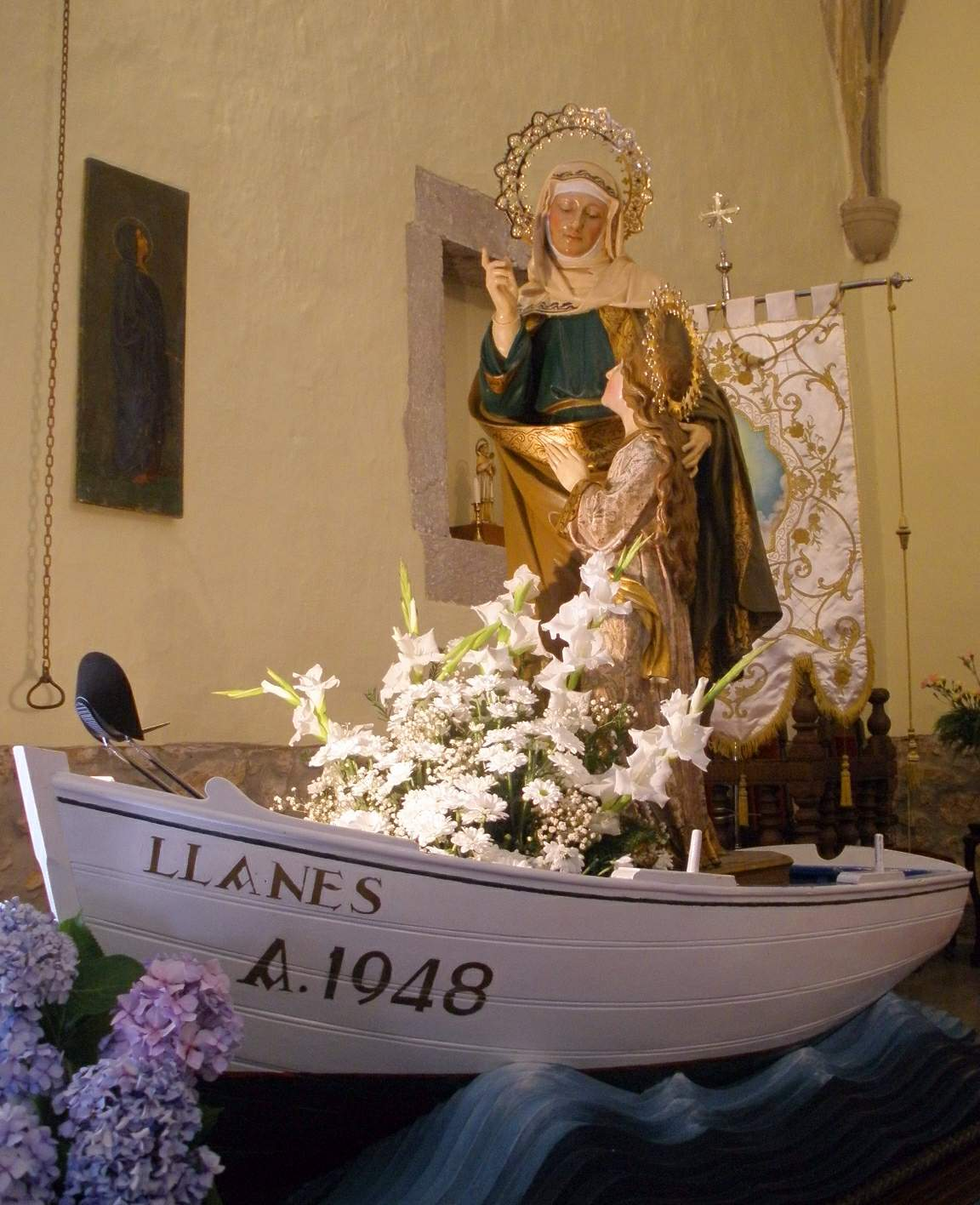